# Аћимовић
Аћимовић је српско презиме, патронимски изведено из имена Аћим. Неки од познатијих Аћимовића су:
- Јован Аћимовић, бивши југословенски фудбалер
- Дејан Аћимовић, југословенски и хрватски глумац, редитељ и сценариста.
- Драгољуб Аћимовић, новинар, издавач, филмски критичар и теоретичар, песник, преводилац, сценариста и путописац
- Милан Аћимовић, српски политичар и квислинг током Другог светског рата. Био је на челу Савета комесара током 1941. године, прве колаборационистичке српске владе након Априлског рата
- Миленко Аћимовић, бивши словеначки фудбалер и бивши репрезентативац Словеније
- Миодраг Аћимовић, бивши превник и професор кривичног права на Правном факултету у Београду
- Стеван Аћимовић, некадашњи истакнути српски адвокат и друштвено политички радник у доба Краљевине Србије и касније Краљевине Југославије.